# Fear Falls Burning & Birchville Cat Motel
Fear Falls Burning & Birchville Cat Model is een muziekalbum van dezelfde combinatie. Dirk Serries, de man achter FFB, componeert en speelt al jaren industriële ambient en schakelt regelmatig genregenoten in voor zijn albums. In dit geval de Nieuw-Zeelander Campbell Kneale. De muzikale afwisseling is geen item binnen de ambientmuziek; het gaat om de lange melodie- of ritmelijnen die de muziek kenmerkt. Toch zijn altijd minieme verschillen merkbaar, dus ook bij de albums van FFB. Op dit album staat eigenlijk alles stil; voor- of achteruitgang is niet aan de orde. Het is een grote brij waar de muzikale stemmen even opkomen om dat weer snel te verdwijnen in het grote geheel.
Het album met maar één titelloze track is opgenomen in Lower Hutt, op / in Nieuw-Zeeland.